# Skandalaffären mellan Donald Trump och Stormy Daniels

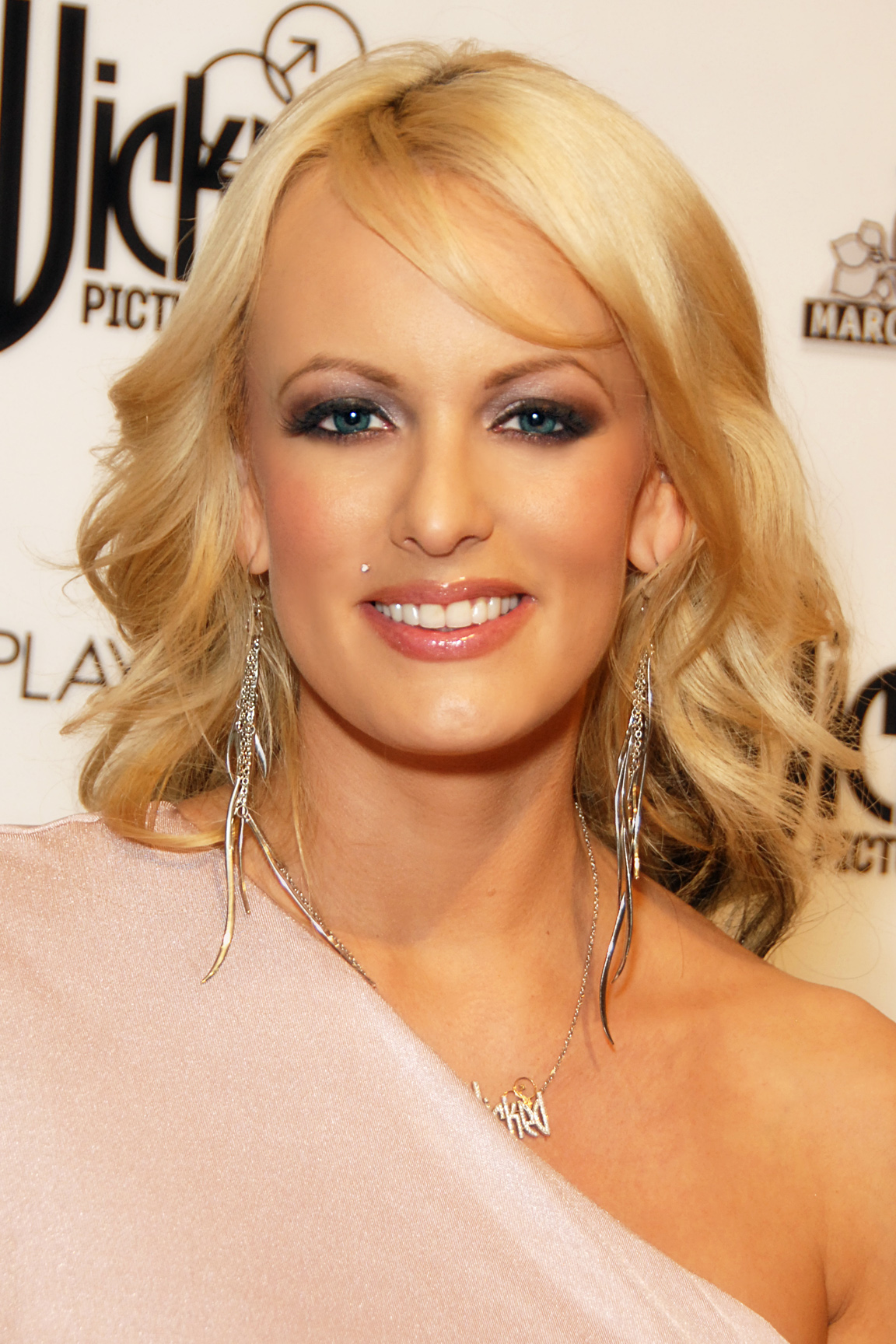
Stormy Daniels (2010)

Skandalaffären mellan Donald Trump, amerikansk president 2016-2020, och Stephanie A. Gregory Clifford, mer känd som Stormy Daniels, kom till allmänhetens kännedom i januari 2018. Närmare bestämt den 12 januari 2018 då Wall Street Journal rapporterade att Michael Cohen, vid tillfället advokat för Donald Trump, i oktober 2016 hade ordnat en betalning på 130 000 dollar till porrskådespelaren Stormy Daniels. Detta för att hindra henne från att avslöja en affär som hon och Donald Trump påstods ha haft 2006. Stormy Daniels hade enligt Wall Street Journal skrivit på ett sekretessavtal för detta. Donald Trumps dåvarande advokat Michael Cohen förnekade till en början den påstådda affären, men en månad senare erkände han att han gjort betalningen.

## Händelser

### 2018
- Den 12 januari 2018 rapporterade The Wall Street Journal att Donald Trumps dåvarande advokat Cohen betalat Stormy Daniels 130 000 dollar i oktober 2016. Betalningen var för att hindra henne för att offentliggöra en affär hon påstådde sig ha haft med Donald Trump 2006. Betalningen från Cohen till Daniels skedde en månad före presidentvalet.[5]

### 2024
- Trump blir åtalad i New York för bokföringsbrott i samband med betalningen till Daniels och 30 maj finns han skyldig på 34 åtalspunkter.[7]